# 裴庭裕
裴庭裕（?—?），一作廷裕，字膺余，河东闻喜（今山西闻喜县）人。
生卒年均不详，约唐武宗年間人。曾供內廷。思慮敏捷，人稱“下水船”。官至右补阙兼史館，僖宗大顺中期，曾奉诏编《宣宗实录》。歷任司封郎中、翰林學士、知制誥。累官左散騎常侍。唐末因事貶湖南，卒於任所。今存《东观奏记》。